# Thamnomys kempi
Thamnomys kempi — вид гризунів родини мишевих (Muridae). Зустрічається в Бурунді, Демократичній Республіці Конго та Руанді. Його природне місце проживання — субтропічні або тропічні вологі гірські ліси. Йому загрожує втрата середовища проживання.